# Česká Kamenice
Česká Kamenice (Duits: Böhmisch Kamnitz) is een Tsjechische stad in de regio Ústí nad Labem, en maakt deel uit van het district Děčín.
Česká Kamenice telt 5473 inwoners.
Česká Kamenice was tot 1945 een plaats met een overwegend Duitstalige bevolking. Van eind augustus 1944 tot begin mei 1945 was hier kamp Rabstein gevestigd, een subkamp van concentratiekamp Flossenbürg. Na de Tweede Wereldoorlog werd de Duitstalige bevolking verdreven.